# Catch (South Park)
Pour les articles homonymes, voir Catch (homonymie).
Catch (WTF en anglais) est le 10e épisode de la saison 13 de la série télévisée South Park.
Les enfants se découvrent une passion pour le catch et décident de faire de la lutte à l'école. Mais la lutte telle qu'elle est pratiquée à l'école n'a rien à voir avec ce qu'ils espéraient.

## Résumé
Les enfants décident de faire de la lutte après avoir vu un match de catch, mais ils prennent le professeur de lutte pour un violeur d'enfants et décident de former leur propre comité de catch, W.T.F. (Wrestling Takedown Federation) qui attire bientôt l'attention des fans de catch habituel, les rednecks de South Park. Le succès du club de catch augmente après l'arrivée du personnage de Bad Irène, accro à l'avortement. Les histoires inventées par Cartman et mises en scène dans les combats de catch attirent vite l'attention.
Entre-temps le professeur de lutte tente désespérément de faire accepter la lutte comme un vrai sport. Il estime que le catch est une fumisterie. Cependant tout le monde prend ses matchs de lutte en vidéo pour du porno gay. Lors d'une exhibition devant Vince McMahon, les enfants donnent leur meilleur show mais sont interrompus par le prof qui tue « El Pollo Loco » avec un lance-roquettes et donne un speech dramatique devant le public qui est charmé par son talent d'acteur. Vince McMahon, président de la WWE l'engage alors pour devenir lutteur, et les enfants, frustrés, commencent à se battre. Cependant le public habituel de la lutte se lasse vite de ce combat sans « passion » à leur goût...

## Surnom des Enfants / Parodie de catcheurs
- Juggernaut : Kyle Broflovski  (Parodie de CM Punk)
- Stan « The Man » : Stan Marsh
- Congo : Token Black (Parodie de R-Truth)
- Rad Russian : Eric Cartman (Parodie de Vladimir Kozlov)
- Tryceratops : Butters Stotch
- El Pollo Loco : Kenny McCormick (Parodie de Rey Mysterio)
- Sgt. Hammerclaw : Jimmy Vulmer

Les catcheurs Edge, John Cena et The Undertaker sont cités, les deux premiers apparaissant en début d'épisode. Le président de la WWE, Vince McMahon est également présent dans l'épisode.

## Parallèle entre catch et spectacle
Cet épisode établit un parallèle — soit de manière directe, soit par insinuation (à l'aide de nombreux petits détails) — entre le monde du catch et celui du spectacle. 
- Une fois réaménagé, le ring ressemble à un théâtre grec antique.
- McMahon a droit à un balcon d'opéra, et a apporté des jumelles adaptées. Le parallèle serait aussi à trouver du côté des soap-operas, dont les intrigues sont souvent décrites comme inextricables voire grotesques[1],[2].
- Le dernier soir, lorsque Rad Russian parle de sa Russie natale, tous les catcheurs ont enlevé leurs costumes pour revêtir des déguisements de fleurs.
- Le catcheur censé de temps en temps remplacer Token, Butters et Jimmy, a été choisi dans un concours testant uniquement les talents d'acteur des différents candidats, et non leur aptitude au combat.
- Les spectateurs croient réellement que les histoires racontées et les combats sont vrais, tandis que la seule vraie bataille (celle de la fin), est perçue par le public comme truquée. Toutefois, lorsque le professeur de lutte raconte ce qui lui est réellement arrivé, le public se rend compte de la véracité de ses propos.
- Les enfants passent plus de temps à répéter leurs monologues qu'à peaufiner leur entraînement (sans toutefois négliger celui-ci).

## Série
- C'est le deuxième épisode de cette saison où l'on voit Kenny sans sa parka après Margaritaville.
- De même on revoit les Rednecks, apparus dans l'épisode Les Gluants, et qui scandent une nouvelle fois « Ils nous volent notre travail ! »
- Le titre original de cet épisode est un jeu de mots entre l'expression « What The Fuck » et les abréviations classiques utilisées par les clubs de catch (WWE, WWF, etc.)
- Dans la version originale, les deux sports représentés dans l'épisode (catch professionnel et lutte libre, appelée ici « lutte gréco-romaine ») sont désignés par le même mot anglais : wrestling.
- Le comité de catch des enfants, W.T.F. (Wrestling Takedown Federation), correspond aussi aux initiales de « What The Fuck » (traduit en français par « C'est quoi ce bordel ? »)
- Plusieurs fois dans l'épisode, on voit dans le public des gens brandir des pancartes formant le mot « SUCK IT », catchphrase de la fameuse D-Generation X.
- Les gimmick des enfants sont des reprises des grands classiques du catch scénarisé comme celui proposé par la WWE. Ainsi Stan « the Man » (« le vrai mec ») est le courageux américain vétéran du Viêt Nam, Cartman incarne le stéréotype du Russe brutal détestant l'Amérique, Kenny est le luchador masqué, Token joue l'Africain élevé par des lions, etc.
- Lors d'un monologue de Rad Russian, on peut entendre le même thème musical que dans Planète Gros Nibards lorsque Eric cache les chats.
- Sur les journaux de l'épisode, on peut voir : « BOY LOST IN BALOON » et « BALOON STUNTS A HOAX » en référence à un évènement qui s'est produit au Colorado. Une enfant s'était enfui dans une montgolfière et a été retrouvé plus tard dans le garage de sa demeure. Il s'agissait d'un canular.
- Lorsque les enfants sont au Sizzler, Kenny est le seul à ne pas boire de soda : du fait qu'il est pauvre, il boit de l'eau.
- Cartman semble mettre son uniforme de lutte à l'envers, mais ce dernier est simplement déformé par la carrure du garçon.
- L'allusion au fait que le personnage de Token a été élevé par des lions est une référence à l'épisode Les riches débarquent.
- Lors du dernier combat, Vince McMahon observe le match comme s'il s'agissait d'une pièce de théâtre, renforçant les arguments du professeur de lutte lorsqu'il dit que le catch est une mise en scène truquée. Renforçant le côté parodique de l'épisode.
- Même si sa bouche est dégagée, lorsque Kenny porte son masque, ses propos sont difficilement compréhensibles, comme à son habitude.

## Mort de Kenny
C'est la deuxième mort de Kenny dans cette saison.
Le professeur de lutte tire une roquette en direction de la scène. Le réacteur de celle-ci s’éteint en plein vol et tombe devant les enfants, sans exploser. Kenny s'en saisit. La roquette redémarre et s'envole à nouveau, emportant Kenny avec elle. Elle explose loin au-dessus du ring, en feu d'artifice, sans faire de mal à personne d'autre qu'à Kenny.
Les répliques habituelles ne sont prononcées ni par Stan ni par Kyle. À la place, l'un des spectateurs latino s'exclame : « ¡Oh Dios mío! Mataron el Pollo Loco. » Ce à quoi un deuxième répond : « ¡Bastardos! » Il s'agit d'une traduction en espagnol des phrases habituelles, avec « Kenny » remplacé par « el Pollo Loco ».

## Erreurs
- Au début de l'épisode, le catcheur Edge (Adam Copeland), bien que canadien, n'est pas représenté comme le sont habituellement les Canadiens dans la série.
- En version originale, à la fin, quand les enfants se disputent pour savoir qui a tout fait foirer, on peut entendre Cartman se disputer avec Kenny alors que ce dernier vient tout juste de mourir. La version française n'a pas réitéré cette erreur.